# Shut Up and Let Me Go
Singles de The Ting Tings
That's Not My Name
(2008)
Pistes de We Started Nothing
Traffic Light Keep Your Head
Shut Up and Let Me Go (« Tais-toi et laisse-moi m'en aller ») est le troisième single du groupe anglais dance-pop The Ting Tings de leur premier album studio We Started Nothing. La chanson est vendue physiquement au UK depuis le 21 juin 2008, avant elle était dans les trente premiers aux charts grâce à une vente en téléchargement très forte. La chanson a été ajoutée à la liste A de la playlist de BBC Radio 1, ce qui signifie qu'elle reçoit un temps de passage à l'antenne important.
Après avoir figuré avec succès dans la publicité d'Apple iPod en avril 2008, Shut Up and Let Me Go est sorti la hâte aux États-Unis le 15 avril, et fut alors le premier single des Ting Tings à être classé au Billboard Hot 100 Singles Chart. Le single a également été utilisé dans la campagne publicitaire du groupe Ogilvy pour la marque de sodas Fanta en 2009. Ce morceau a été aussi utilisé plus récemment dans la nouvelle campagne de publicité de Danette, dont le clip est largement inspiré de celui de la chanson.
Cette chanson ressemble particulièrement au morceau Another One Bites the Dust de Queen, comme on peut l'écouter dans un mashup publié sur Internet. C'est surtout une décalcomanie évidente du morceau Wot de Captain Sensible, lui-même directement dérivé de Good Times de Chic[réf. nécessaire].

## Le clip vidéo
Le clip de Shut Up and Let Me Go a été dirigé par Alex et Liane pour Factory Films. Filmé en un jour, la vidéo présente les Ting Tings exécuter du kung fu et utiliser une variété de gestes manuels à chaque transition de scène. Le clip commence avec Katie White et Jules De Martino faisant un bras de fer dans une pièce noire, blanche et rose. Puis ils sont dans un studio, se battant sur de l'herbe. Plusieurs scènes de White et De Martino en premier plan avec des fonds colorés apparaissent partout dans le clip.
Alex et Liane décrivent le clip comme « a bit over-ambitious » (un peu sur-ambitieux) car les scènes de combat « were just so time consuming to get right ». La variété gestuelle des mains ont été inspirés par l'art Neoiste. Le clip commence à être diffusé aux États-Unis sur MTV le 13 juin 2008.

## Classement dans les charts
Shut Up and Let Me Go est sorti aux États-Unis le 15 avril 2008. La chanson commence sur le Billboard Hot 100 à la 93e place le 13 mai 2008. La semaine suivante la chanson atteint au mieux la 55e place. Au Canada, le single est 29e et reste au Hot 100 chart pendant six semaines.
Malgré l'absence de la chanson sous forme de single au Royaume-Uni, Shut Up and Let Me Go débute à la 49e place au UK Singles Chart. La semaine d'après la chanson parvient 29e. Deux semaines plus tard, elle sort des charts, mais réintègre le 29 juin 2008 les charts et atteint alors la 24e place.

## Formats et listes des pistes
Ces listes sont les formats et les pistes des sorties du single de Shut Up and Let Me Go.
Téléchargement aux États-Unis

(Sorti le 15 avril 2008)
1. "Shut Up and Let Me Go" – 2:54

UK CD 1

(Sorti le 21 juin 2008)
1. "Shut Up and Let Me Go" – 2:54
2. "Shut Up and Let Me Go" [Haji and Emanuel Remix]

UK CD 2

(Sorti le 21 juin 2008)
1. "Shut Up and Let Me Go" – 2:54
2. "Shut Up and Let Me Go" [Tocadisco Love The Old School Mix]

UK Remixes CD

(Sorti le 28 juin 2008)
1. "Shut Up and Let Me Go" [Tom Neville's Keep It Quiet Remix]
2. "Shut Up and Let Me Go" [ Chris Lake Remix]
3. "Shut Up and Let Me Go" [Haji & Emanuel Remix]
4. "Shut Up and Let Me Go" [ DJ Tocadisco Love The Old School Mix]

Autre version (acoustique, guitare (sèche) et voix) : sur l'album Radio 1 Live Lounge 2:00 

## Classement par pays
| Classement (2008)                      | Meilleure position |
| -------------------------------------- | ------------------ |
| Canadian Hot 100 Singles Chart         | 29                 |
| UK Singles Chart                       | 24                 |
| US Billboard Hot 100 Singles Chart     | 55                 |
| US Billboard Pop 100 Singles Chart     | 37                 |
| US Billboard Modern Rock Singles Chart | 38                 |
| Japanese Hot 100 Singles Chart         | 64                 |

## Personnel
Les personnes suivantes ont contribué à Shut Up and Let Me Go :
- Jules De Martino – production et batterie
- Katie White – chanteuse, production
- Dave Sardy – mixage